# Horus (araña)
Horus es un género de arácnido del orden Pseudoscorpionida de la familia Olpiidae.

## Especies
Las especies de este género son::
- Horus asper Beier, 1947
- Horus brevipes Beier, 1964
- Horus difficilis Vachon, 1941
- Horus gracilis Beier, 1958
- Horus granulatus (Ellingsen, 1912)
- Horus modestus Chamberlin, 1930
- Horus montanus Beier, 1955
- Horus obscurus (Tullgren, 1907)
- Horus transvaalensis Beier, 1964
- Horus zonatus Beier, 1964